# Campionati norvegesi di sci alpino 2016
I Campionati norvegesi di sci alpino 2016 si sono svolti a Oppdal dal 29 marzo al 3 aprile. Il programma ha incluso gare di discesa libera, supergigante, slalom gigante, slalom speciale e combinata, tutte sia maschili sia femminili.
Trattandosi di competizioni valide anche ai fini del punteggio FIS, vi hanno partecipato anche sciatori di altre federazioni, senza che questo consentisse loro di concorrere al titolo nazionale norvegese. 

## Risultati

### Uomini

#### Discesa libera
| Pos. | Atleta                   | Nazione   | Tempo   |
| ---- | ------------------------ | --------- | ------- |
| 1    | Aleksander Aamodt Kilde  | Norvegia  | 1:09,26 |
| 2    | Stian Saugestad          | Norvegia  | 1:09,35 |
| 3    | Adrian Smiseth Sejersted | Norvegia  | 1:09,49 |
| 4    | Marcus Monsen            | Norvegia  | 1:09,74 |
| 5    | Bjørnar Neteland         | Norvegia  | 1:10,01 |
| 6    | Christoffer Faarup       | Danimarca | 1:10,09 |
| 7    | Thomas Bakke Vassbotn    | Norvegia  | 1:10,26 |
| 8    | Axel William Patricksson | Norvegia  | 1:10,33 |
| 9    | Max Ullrich              | Croazia   | 1:10,56 |
| 10   | Leif Kristian Haugen     | Norvegia  | 1:10,58 |

Data: 31 marzo

Località: Oppdal

Ore: 

Pista: 

Partenza: 1 124 m s.l.m.

Arrivo: 595 m s.l.m.

Dislivello: 529 m

Tracciatore: Hallgeir Vognild

#### Supergigante
| Pos. | Atleta                   | Nazione  | Tempo   |
| ---- | ------------------------ | -------- | ------- |
| 1    | Adrian Smiseth Sejersted | Norvegia | 1:14,15 |
| 2    | Aleksander Aamodt Kilde  | Norvegia | 1:14,40 |
| 3    | Stian Saugestad          | Norvegia | 1:15,13 |
| 4    | Marcus Monsen            | Norvegia | 1:15,46 |
| 5    | Patrick Haugen Veisten   | Norvegia | 1:15,85 |
| 6    | Axel William Patricksson | Norvegia | 1:15,88 |
| 7    | Alexander Sannes Thorsen | Norvegia | 1:15,97 |
| 8    | Leif Kristian Haugen     | Norvegia | 1:16,29 |
| 9    | Timon Haugan             | Norvegia | 1:16,79 |
| 10   | Jonas Lyng-Jørgensen     | Norvegia | 1:17,13 |

Data: 1º aprile

Località: Oppdal

Ore: 

Pista: 

Partenza: 1 118 m s.l.m.

Arrivo: 595 m s.l.m.

Dislivello: 523 m

Tracciatore: Kai Grønningssæter

#### Slalom gigante
| Pos. | Atleta                   | Nazione  | Tempo   |
| ---- | ------------------------ | -------- | ------- |
| 1    | Aleksander Aamodt Kilde  | Norvegia | 2:32,62 |
| 2    | Bjørnar Neteland         | Norvegia | 2:32,72 |
| 3    | Axel William Patricksson | Norvegia | 2:32,79 |
| 4    | Timon Haugan             | Norvegia | 2:33,73 |
| 5    | Kristoffer Jakobsen      | Svezia   | 2:33,76 |
| 6    | Tobias Windingstad       | Norvegia | 2:33,99 |
| 7    | Marcus Monsen            | Norvegia | 2:34,12 |
| 8    | Adrian Smiseth Sejersted | Norvegia | 2:35,04 |
| 9    | Mattias Rönngren         | Svezia   | 2:35,06 |
| 10   | Henrik Kristoffersen     | Norvegia | 2:35,59 |

Data: 2 aprile

Località: Oppdal

1ª manche:

Ore: 

Pista: 

Partenza: 1 025 m s.l.m.

Arrivo: 645 m s.l.m.

Dislivello: 380 m

Tracciatore: Per Erik Vognild

2ª manche:

Ore: 

Pista: 

Partenza: 1 025 m s.l.m.

Arrivo: 645 m s.l.m.

Dislivello: 380 m

Tracciatore: Thomas Ericsson

#### Slalom speciale
| Pos. | Atleta                   | Nazione  | Tempo   |
| ---- | ------------------------ | -------- | ------- |
| 1    | Bjørn Brudevoll          | Norvegia | 1:34,14 |
| 2    | Sebastian Foss Solevåg   | Norvegia | 1:34,48 |
| 3    | Henrik Kristoffersen     | Norvegia | 1:34,57 |
| 4    | Morten Engvoll           | Norvegia | 1:34,80 |
| 5    | Bjørnar Neteland         | Norvegia | 1:34,87 |
| 6    | Fabian Wilkens Solheim   | Norvegia | 1:34,94 |
| 7    | Mattias Rönngren         | Svezia   | 1:35,65 |
| 8    | Ludwig Cassman           | Svezia   | 1:36,07 |
| 9    | Axel William Patricksson | Norvegia | 1:36,77 |
| 10   | Patrick Haugen Veisten   | Norvegia | 1:36,87 |

Data: 3 aprile

Località: Oppdal

1ª manche:

Ore: 

Pista: 

Partenza: 820 m s.l.m.

Arrivo: 645 m s.l.m.

Dislivello: 175 m

Tracciatore: Øyvind Haraldsen

2ª manche:

Ore: 

Pista: 

Partenza: 820 m s.l.m.

Arrivo: 645 m s.l.m.

Dislivello: 175 m

Tracciatore: Anders Neterland

#### Combinata
| Pos. | Atleta                   | Nazione  | Tempo   |
| ---- | ------------------------ | -------- | ------- |
| 1    | Marcus Monsen            | Norvegia | 1:57,83 |
| 2    | Adrian Smiseth Sejersted | Norvegia | 1:58,44 |
| 3    | Axel William Patricksson | Norvegia | 1:58,47 |
| 4    | Leif Kristian Haugen     | Norvegia | 1:58,61 |
| 5    | Patrick Haugen Veisten   | Norvegia | 1:59,11 |
| 6    | Alexander Sannes Thorsen | Norvegia | 1:59,25 |
| 7    | Timon Haugan             | Norvegia | 1:59,25 |
| 8    | Jonathan Nordbotten      | Norvegia | 1:59,31 |
| 9    | Joachim Jagge Lindstøl   | Norvegia | 2:00,30 |
| 10   | Erling Astrup Sjøtun     | Norvegia | 2:00,32 |

Data: 1º aprile

Località: Oppdal

1ª manche:

Ore: 

Pista: 

Partenza: 1 124 m s.l.m.

Arrivo: 595 m s.l.m.

Dislivello: 529 m

Tracciatore: Kai Grønningssæter

2ª manche:

Ore: 

Pista: 

Partenza: 

Arrivo: 

Dislivello: 

Tracciatore: Roland Johansson

### Donne

#### Discesa libera
| Pos. | Atleta                    | Nazione  | Tempo   |
| ---- | ------------------------- | -------- | ------- |
| 1    | Ragnhild Mowinckel        | Norvegia | 1:12,16 |
| 2    | Kajsa Vickhoff Lie        | Norvegia | 1:12,20 |
| 3    | Kaja Norbye               | Norvegia | 1:12,31 |
| 4    | Maren Skjøld              | Norvegia | 1:12,64 |
| 4    | Thea Louise Stjernesund   | Norvegia | 1:12,64 |
| 6    | Kristiane Bekkestad       | Norvegia | 1:13,57 |
| 7    | Lin Ivarsson              | Svezia   | 1:14,04 |
| 8    | Mariel Kufaas             | Norvegia | 1:14,38 |
| 9    | Fanny Cathrine Sanderberg | Norvegia | 1:14,65 |
| 10   | Hannah Sæthereng          | Norvegia | 1:14,76 |

Data: 31 marzo

Località: Oppdal

Ore: 

Pista: 

Partenza: 1 124 m s.l.m.

Arrivo: 595 m s.l.m.

Dislivello: 529 m

Tracciatore: Hallgeir Vognild

#### Supergigante
| Pos. | Atleta                  | Nazione   | Tempo   |
| ---- | ----------------------- | --------- | ------- |
| 1    | Ragnhild Mowinckel      | Norvegia  | 1:18,01 |
| 2    | Maren Skjøld            | Norvegia  | 1:18,33 |
| 3    | Kajsa Vickhoff Lie      | Norvegia  | 1:18,58 |
| 4    | Kaja Norbye             | Norvegia  | 1:18,91 |
| 5    | Thea Louise Stjernesund | Norvegia  | 1:20,00 |
| 6    | Hannah Sæthereng        | Norvegia  | 1:20,06 |
| 7    | Kristiane Bekkestad     | Norvegia  | 1:20,25 |
| 8    | Guro Hvammen            | Norvegia  | 1:20,33 |
| 9    | Eirin Linnea Engeset    | Norvegia  | 1:20,47 |
| 10   | Nella Korpio            | Finlandia | 1:20,90 |

Data: 1º aprile

Località: Oppdal

Ore: 

Pista: 

Partenza: 1 118 m s.l.m.

Arrivo: 595 m s.l.m.

Dislivello: 523 m

Tracciatore: Kai Grønningssæter

#### Slalom gigante
| Pos. | Atleta                  | Nazione  | Tempo   |
| ---- | ----------------------- | -------- | ------- |
| 1    | Nina Løseth             | Norvegia | 2:17,06 |
| 2    | Ragnhild Mowinckel      | Norvegia | 2:17,12 |
| 3    | Thea Louise Stjernesund | Norvegia | 2:17,56 |
| 4    | Maren Skjøld            | Norvegia | 2:18,45 |
| 5    | Louise Wedin            | Svezia   | 2:20,20 |
| 6    | Eirin Linnea Engeset    | Norvegia | 2:20,25 |
| 7    | Kajsa Vickhoff Lie      | Norvegia | 2:20,61 |
| 8    | Kaja Norbye             | Norvegia | 2:20,68 |
| 9    | Marte Berg Edseth       | Svezia   | 2:21,06 |
| 10   | Josefine Selvaag        | Norvegia | 2:21,31 |

Data: 2 aprile

Località: Oppdal

1ª manche:

Ore: 

Pista: 

Partenza: 1 025 m s.l.m.

Arrivo: 645 m s.l.m.

Dislivello: 380 m

Tracciatore: Erik Skaslien

2ª manche:

Ore: 

Pista: 

Partenza: 1 025 m s.l.m.

Arrivo: 645 m s.l.m.

Dislivello: 380 m

Tracciatore: Gøran Kirkefjord

#### Slalom speciale
| Pos. | Atleta                  | Nazione   | Tempo   |
| ---- | ----------------------- | --------- | ------- |
| 1    | Nina Løseth             | Norvegia  | 1:38,53 |
| 2    | Maren Skjøld            | Norvegia  | 1:38,61 |
| 3    | Thea Louise Stjernesund | Norvegia  | 1:41,31 |
| 4    | Kaja Norbye             | Norvegia  | 1:41,90 |
| 5    | Kristiane Bekkestad     | Norvegia  | 1:42,20 |
| 6    | Charlotta Säfvenberg    | Svezia    | 1:42,39 |
| 7    | Rikke Gasmann-Brott     | Norvegia  | 1:42,65 |
| 8    | Nella Korpio            | Finlandia | 1:44,21 |
| 9    | Louise Wedin            | Svezia    | 1:44,22 |
| 10   | Mariel Kufaas           | Norvegia  | 1:44,67 |

Data: 3 aprile

Località: Oppdal

1ª manche:

Ore: 

Pista: 

Partenza: 820 m s.l.m.

Arrivo: 645 m s.l.m.

Dislivello: 175 m

Tracciatore: Haukur Bjarnarsson

2ª manche:

Ore: 

Pista: 

Partenza: 820 m s.l.m.

Arrivo: 645 m s.l.m.

Dislivello: 175 m

Tracciatore: Øystein Bakken

#### Combinata
| Pos. | Atleta                  | Nazione   | Tempo   |
| ---- | ----------------------- | --------- | ------- |
| 1    | Ragnhild Mowinckel      | Norvegia  | 2:02,67 |
| 2    | Maren Skjøld            | Norvegia  | 2:03,26 |
| 3    | Kajsa Vickhoff Lie      | Norvegia  | 2:03,93 |
| 4    | Kaja Norbye             | Norvegia  | 2:04,56 |
| 5    | Thea Louise Stjernesund | Norvegia  | 2:05,16 |
| 6    | Guro Hvammen            | Norvegia  | 2:06,01 |
| 7    | Kristiane Bekkestad     | Norvegia  | 2:06,39 |
| 8    | Eirin Linnea Engeset    | Norvegia  | 2:06,55 |
| 9    | Hannah Sæthereng        | Norvegia  | 2:07,07 |
| 10   | Nella Korpio            | Finlandia | 2:07,29 |

Data: 1º aprile

Località: Oppdal

1ª manche:

Ore: 

Pista: 

Partenza: 1 124 m s.l.m.

Arrivo: 595 m s.l.m.

Dislivello: 529 m

Tracciatore: Kai Grønningssæter

2ª manche:

Ore: 

Pista: 

Partenza: 

Arrivo: 

Dislivello: 

Tracciatore: Ole Frones